# Décès en octobre 2001
Décès
- 1997
- 1998
- 1999
- 2000
- 2001
- 2002
- 2003
- 2004
- 2005

Pour une information complémentaire, voir la page d'aide.

| Date        | Nom                  | Activités                                                                                        | Âge | Source |
| ----------- | -------------------- | ------------------------------------------------------------------------------------------------ | --- | ------ |
| 1er octobre | Anna María Arías     | journaliste et entrepreneure américaine                                                          | 41  | (en)   |
| 1er octobre | Guy Beaulne          | metteur en scène et comédien canadien                                                            | 79  |        |
| 2 octobre   | Oldřich Lajsek       | peintre, designer, artiste graphique et professeur d’arts plastiques tchécoslovaque puis tchèque | 76  | (cs)   |
| 2 octobre   | Franz Biebl          | compositeur allemand                                                                             | 95  |        |
| 4 octobre   | Jean Mazeaufroid     | peintre et poète français.                                                                       | 58  |        |
| 5 octobre   | Joaquim Brugué       | footballeur espagnol.                                                                            | 70  | (es)   |
| 5 octobre   | Zoltán Székely       | violoniste et compositeur hongrois                                                               | 97  |        |
| 7 octobre   | Mongo Beti           | écrivain camerounais                                                                             | 69  |        |
| 8 octobre   | Angelo Varetto       | coureur cycliste italien                                                                         | 90  |        |
| 8 octobre   | Herbert Ross         | réalisateur et producteur américain                                                              | 74  |        |
| 11 octobre  | Michel Perrin        | peintre français                                                                                 | 68  |        |
| 12 octobre  | Otis Young           | Acteur américain.                                                                                | 69  | (en)   |
| 12 octobre  | Witold Szalonek      | compositeur polonais                                                                             | 74  | (en)   |
| 14 octobre  | Willam Christensen   | danseur et chorégraphe américain                                                                 | 99  |        |
| 17 octobre  | Jacques Cartier      | peintre, sculpteur, dessinateur, graveur, médailleur, illustrateur et décorateur français        | 94  |        |
| 17 octobre  | Micheline Ostermeyer | athlète et pianiste française                                                                    | 78  |        |
| 17 octobre  | Rehavam Zeevi        | historien et homme politique israelien                                                           | 75  |        |
| 19 octobre  | Araquem de Melo      | footballeur brésilien                                                                            | 57  | (en)   |
| 21 octobre  | David Lowell Rich    | Réalisateur et producteur américain                                                              | 81  |        |
| 22 octobre  | Roger Coggio         | Acteur et réalisateur français                                                                   | 67  |        |
| 22 octobre  | Albert Ducrocq       | scientifique et journaliste français                                                             | 80  |        |
| 24 octobre  | Guy Schoeller        | éditeur français                                                                                 | 86  |        |
| 28 octobre  | Grigori Chukhrai     | réalisateur soviétique et russe                                                                  | 80  |        |
| 31 octobre  | Régine Cavagnoud     | skieuse française                                                                                | 31  |        |